# Santa Maria del Grauet
Santa Maria del Grauet és una església del municipi d'Aguilar de Segarra (Bages) inclosa en l'Inventari del Patrimoni Arquitectònic de Catalunya.

## Descripció
És una capella de planta rectangular, d'una sola nau d'estretes mides. En una restauració feta l'any 1979 es va suprimir l'absis, de planta semicircular, decorat amb arcuacions llombardes i tes petites finestres. A la façana de ponent es troba el campanar d'espadanya doble, bé que no es conserven les campanes. A la cara de migdia hi ha la porta d'entrada i una espitllera.

## Història
Les restes que quedaven de l'absis, revelaven l'existència d'una primitiva església, datable del segle xi, que hom creu formava part d'un petit priorat o convent. L'edifici actual és del segle xii o XIII, bé que molt modificat el 1544, quan es va refer part de la nau. És sufragània de la seva veïna de Sant Martí de Maçana, del terme de Rubió.